# NXT TakeOver: New Orleans
NXT TakeOver: New Orleans was een professioneel worstelshow en WWE Network evenement dat georganiseerd werd door WWE voor hun NXT brand. Het was de 19e editie van NXT TakeOver en vond plaats op 7 april 2018 in het Smoothie King Center in New Orleans, Louisiana.

## Matches
| Nr. | Match | Winnaar(s)          | Opmerkingen                                                                                                  | Bron  |
| --- | --- | ------------------- | --- | ----- |
| 1N  | Kairi Sane vs. Lacey Evans                                                                                                 | Kairi Sane          | Een-op-een match. Vooraf opgenomen voor een toekomende aflevering van NXT.                                   | [ 1 ] |
| 2N  | Heavy Machinery (Otis Dozovic & Tucker Knight) vs. Riddick Moss & Tino Sabbatelli                                          | N.V.T.              | Tag team match. Match eindigde in no contest. Vooraf opgenomen voor een toekomende aflevering van NXT.       | [ 1 ] |
| 3   | Adam Cole vs. EC3 vs. Killian Dain vs. Lars Sullivan vs. Ricochet vs. Velveteen Dream                                      | Adam Cole           | Ladder match voor het inaugurele NXT North American Championship.                                            | [ 1 ] |
| 4   | Shayna Baszler vs. Ember Moon (c)                                                                                          | Shayna Baszler (nc) | Een-op-een match voor het NXT Women's Championship. Baszler won door TKO.                                    | [ 1 ] |
| 5   | The Undisputed Era (Adam Cole & Kyle O'Reilly) (c) vs. The Authors of Pain (Akam & Rezar) vs. Pete Dunne & Roderick Strong | The Undisputed Era  | Triple Threat tag team match voor het NXT Tag Team Championship en het Dusty Rhodes Tag Team Classic trofee. | [ 1 ] |
| 6   | Aleister Black vs. Andrade "Cien" Almas (c) (met Zelina Vega)                                                              | Aleister Black      | Een-op-een match voor het NXT Championship.                                                                  | [ 1 ] |
| 7   | Johnny Gargano vs. Tommaso Ciampa                                                                                          | Johnny Gargano      | Unsanctioned match. Sinds Gargano won, is hij terug bij NXT. Gargano won door submission.                    | [ 1 ] |